# Берди (Калузька область)
Берди (рос. Берды) — присілок в Козельському районі Калузької області Російської Федерації.
Населення становить 16 осіб. Входить до складу муніципального утворення Присілок Плюсково.

## Історія
Від 2004 року входить до складу муніципального утворення Присілок Плюсково.

## Населення
| 2002 | 2010 |
| ---- | ---- |
| 15   | ↗16  |